# Fondue de queijo
A fondue de queijo é um prato quente de origem suíça, composto por um ou vários queijos, como  o Gruyère e Vacherin Fribourg . Principal prato nacional da Suíça tal como a raclette, também é conhecido desde os anos 50 em Savoie e Franche-Comté, com queijo Beaufort ou Comté, no Valle d'Aosta e no Piemonte .

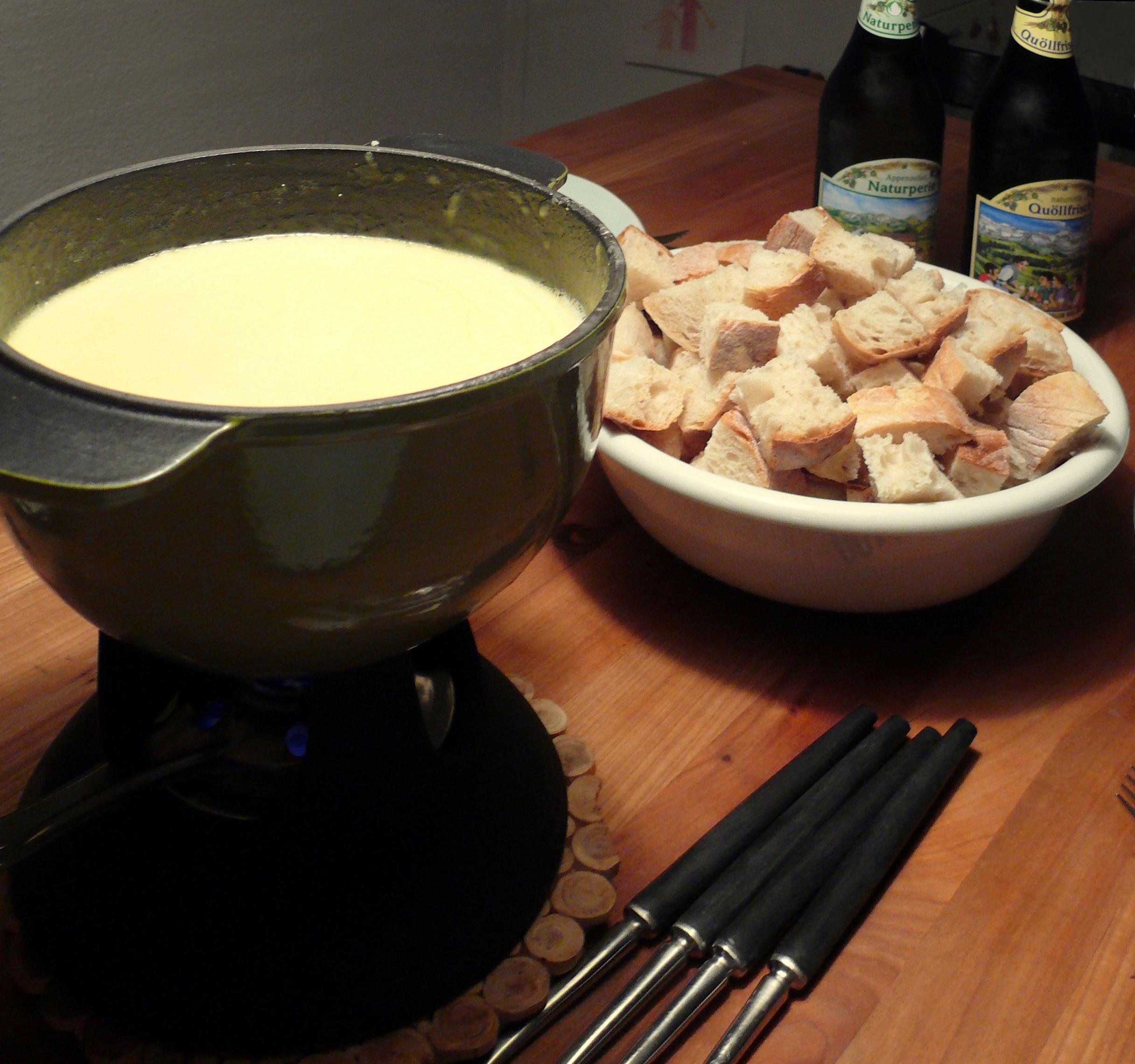
Fondue de Queijo com pão